# 科爾霍洛 (伊利諾伊州)
科爾霍洛（英語：Coal Hollow）是位於美國伊利諾伊州比羅縣的一個非建制地區。該地的面積和人口皆未知。

## 地理
科爾霍洛的座標為41°21′56″N 89°21′48″W / 41.36556°N 89.36333°W，而該地的平均海拔高度為176米（即577英尺）。